# Världsmästerskapen i elimineringslopp
Världsmästerskapen i elimineringslopp infördes av UCI för både herrar och damer 2021 som en del av världsmästerskapen i bancykling.

## Podieplaceringar

### Herrar
| År   | Vinnare       | Tvåa          | Trea              |
| 2021 | Elia Viviani  | Iúri Leitão   | Sergej Rostovtsev |
| 2022 | Elia Viviani  | Corbin Strong | Ethan Vernon      |
| 2023 | Ethan Vernon  | Dylan Bibic   | Elia Viviani      |
| 2024 | Tobias Hansen | Elia Viviani  | Dylan Bibic       |

### Damer
| År   | Vinnare             | Tvåa             | Trea             |
| 2021 | Letizia Paternoster | Lotte Kopecky    | Jennifer Valente |
| 2022 | Lotte Kopecky       | Rachele Barbieri | Jennifer Valente |
| 2023 | Lotte Kopecky       | Valentine Fortin | Jennifer Valente |
| 2024 | Ally Wollaston      | Lotte Kopecky    | Jennifer Valente |